# Doomed
Doomed es el decimoprimer episodio de la cuarta temporada de Buffy the Vampire Slayer. La narración sigue a Buffy, preocupada por un temblor de tierra, creyendo que es una señal de algo más importante, mientras que en el plano personal, intenta lidiar con sus sentimientos hacia Riley basándose en sus experincias anteriores.

## Argumento
Tras un desagradable silencio, Buffy y Riley hablan. Buffy le explica a Riley a qué se dedica, dejándole sorprendido por lo mucho que sabe de sus actividades secretas. Cuando Buffy le dice que es ella es la Cazadora, Riley no tiene ni idea de a que se refiere. Deciden que necesitan tiempo para procesar la información. Entonces se produce un terremoto.
Willow asiste a una fiesta donde un monstruo asesina a un chico. Tras oír algo desagradable sobre ella va a una habitación donde descubre el cadáver que tiene un símbolo (un ojo sangriento) y cree que el que lo mató se llevó parte de su sangre. Giles cree entonces que el terremoto es una señal del fin del mundo.
Buffy reconoce el símbolo en una de las criptas del cementerio. Cuando entra a investigar se encuentra a un demonio robando unos huesos de niño. Luchan, pero el demonio consigue escapar. En ese momento aparece Riley. Hablan sobre sus sentimientos pero Buffy le rechaza.
Willow descubre que se utiliza sangre de hombre, huesos de niño y algo llamado Palabra de Valios en un antiguo ritual llamada Sacrificio de Tres para provocar el fin del mundo.
Cuando Xander y Willow llegan al sótano de Xander se encuentran a Spike intentando lanzarse sobre una estaca. Se lo llevan con ellos para evitar que se suicide y Spike consigue sentirse mejor haciendo que Willow y Xander se sientan peor, diciéndoles lo inútiles que son y que sólo estorban a Buffy.
La Iniciativa también está investigando. Riley y Buffy se vuelven a encontrar mientras patrullan. Riley no se rinde y le dice que ahora tienen más cosas en común, pero Buffy sigue negándose.
La Palabra de Valios resulta ser un talismán que tenía Giles en su casa y del que se apodera el demonio. El ritual se celebrará en la boca del infierno, por lo que Buffy, Xander, Willow y Spike regresan al instituto para impedir el apocalipsis. En medio de la pelea se descubre que el Sacrificio de Tres alude a los tres demonios que tienen que arrojarse dentro de la boca del infierno. Spike se da cuenta de que puede golpear a los demonios, pero no es de mucha ayuda porque, ilusionado con el hecho de poder matar algo, arroja a uno de los demonios a la boca del infierno. Riley aparece y ayuda a Buffy a evitar el ritual.
Buffy va a ver a Riley y se besan. Spike quiere salir de caza a matar lo que sea.

## Reparto

### Personajes principales
- Sarah Michelle Gellar como Buffy Summers.
- Nicholas Brendon como Xander Harris.
- Alyson Hannigan como Willow Rosenberg.
- James Marsters como Spike.
- Marc Blucas as Riley Finn.
- Anthony Stewart Head como Rupert Giles.

### Apariciones especiales
- Leonard Roberts como Forrest Gates.
- Bailey Chase como Graham Miller.
- Ethan Erickson como Percy West.

### Personajes secundaris
- Anastasia Horne como Laurie.
- Anthony Anselmi como Partier.

## Producción